# Биатлон на зимних Олимпийских играх 2018 — эстафета (мужчины)
Соревнования по биатлону в мужской эстафете на зимних Олимпийских играх 2018 года прошли 23 февраля. Местом проведения соревнований стал центр лыжных гонок и биатлона «Альпензия». Старт гонки состоялся в 20:15 по местному времени (UTC+9).
Сборная Швеции впервые в истории выиграла золото в биатлонной эстафете на Олимпийских играх (как среди мужчин, так и женщин). В мужской биатлонной эстафете ранее побеждали только команды СССР, Германии, Норвегии и России. Ранее шведы выиграли четыре золота на Олимпийских играх в биатлоне: Клас Лестандер в 1960 году, Анна Карин Зидек в 2006 году, Бьёрн Ферри в 2010 году и Ханна Эберг в 2018 году.
Россияне, которые до гонки являлись действующими олимпийскими чемпионами, чемпионами мира и обладателями Малого хрустального глобуса в эстафете, выступали на Играх 2018 года как Олимпийские спортсмены из России и не смогли выставить состав на эстафету, так как до участия в Играх МОК допустил только двух биатлонистов — Антона Бабикова и Матвея Елисеева.
Норвежцы претендовали на победу до последнего огневого рубежа, но Эмиль Хегле Свендсен получил штрафной круг, как и на Олимпийских играх 2014 года.

## Медалисты
| Золото                                                                             | Серебро                                                                                  | Бронза                                                               |
| Швеция · Пеппе Фемлинг · Йеспер Нелин · Себастьян Самуэльссон · Фредерик Линдстрём | Норвегия · Ларс Хельге Биркеланн · Тарьей Бё · Йоханнес Тиннес Бё · Эмиль Хегле Свендсен | Германия · Эрик Лессер · Бенедикт Долль · Арнд Пайффер · Симон Шемпп |

## Результаты
| Место | Номер | Страна                                                                                   | Время                                     | Штрафы (К+П)                             | Отставание |
| ----- | ----- | ---------------------------------------------------------------------------------------- | ----------------------------------------- | ---------------------------------------- | ---------- |
| 1     | 3     | Швеция · Пеппе Фемлинг · Йеспер Нелин · Себастьян Самуэльссон · Фредерик Линдстрём       | 1:15:16,5 18:50,9 18:59,9 18:31,5 18:54,2 | 0+2 0+5 0+0 0+1 0+1 0+3 0+1 0+0 0+0 0+1  | –          |
| 2     | 1     | Норвегия · Ларс Хельге Биркеланн · Тарьей Бё · Йоханнес Тиннес Бё · Эмиль Хегле Свендсен | 1:16:12,0 18:48,1 19:17,5 18:16,3 19:50,1 | 0+4 1+8 0+1 0+1 0+3 0+3 0+0 0+1 0+0 1+3  | +55,5      |
| 3     | 4     | Германия · Эрик Лессер · Бенедикт Долль · Арнд Пайффер · Симон Шемпп                     | 1:17:23,6 18:23,6 19:48,2 18:23,8 20:48,0 | 0+3 3+7 0+0 0+1 0+0 2+3 0+0 0+0 0+3 1+3  | +2:07,1    |
| 4     | 8     | Австрия · Тобиас Эберхард · Симон Эдер · Юлиан Эберхард · Доминик Ландертингер           | 1:18:09,0 19:03,6 18:47,4 19:53,9 20:24,1 | 0+2 2+9 0+1 0+2 0+0 0+1 0+1 2+3 0+0 0+3  | +2:52,5    |
| 5     | 2     | Франция · Симон Детьё · Эмильен Жаклен · Мартен Фуркад · Антонен Гигонна                 | 1:18:43,1 20:12,1 19:06,0 20:01,2 19:23,8 | 0+4 3+8 0+2 2+3 0+0 0+1 0+1 1+3 0+1 0+1  | +3:26,6    |
| 6     | 17    | США · Лоуэлл Бэйли · Шон Доэрти · Тим Берк · Лейф Нордгрен                               | 1:19:06,7 19:14,2 19:14,0 19:32,5 21:06,0 | 2+6 0+8 0+2 0+2 0+1 0+0 0+0 0+3 2+3 0+3  | +3:50,2    |
| 7     | 11    | Чехия · Ондржей Моравец · Михал Шлезингр · Ярослав Соукуп · Михал Крчмарж                | 1:19:23,6 18:58,1 18:36,5 20:40,3 21:08,7 | 0+4 2+9 0+0 0+3 0+1 0+0 0+1 1+3 0+2 1+3  | +4:07,1    |
| 8     | 16    | Беларусь · Антон Смольский · Роман Елётнов · Сергей Бочарников · Владимир Чепелин        | 1:20:06,0 18:51,4 19:55,8 21:02,4 20:16,4 | 2+6 1+6 0+0 0+1 0+1 1+3 2+3 0+1 0+2 0+1  | +4:49,5    |
| 9     | 9     | Украина · Артём Прима · Сергей Семёнов · Владимир Семаков · Дмитрий Пидручный            | 1:20:17,3 18:47,5 20:19,4 20:55,7 20:14,7 | 0+0 2+9 0+0 0+0 0+0 0+3 0+0 1+3          | +5:00,8    |
| 10    | 10    | Словения · Миха Довжан · Клемен Бауэр · Митя Дриновец · Ленарт Облак                     | 1:20:17,3 19:33,5 19:44,1 20:23,1 20:36,6 | 0+5 1+5 0+0 0+2 0+1 1+3 0+3 0+0 0+1 0+0  | +5:00,8    |
| 11    | 12    | Канада · Кристиан Гоу · Скотт Гоу · Макс Дэвис · Брендан Грин                            | 1:20:56,8 19:11,8 19:23,3 22:16,0 20:05,7 | 0+4 1+7 0+0 0+3 0+0 0+0 0+3 1+3 0+1 0+1  | +5:40,3    |
| 12    | 5     | Италия · Томас Бормолини · Лукас Хофер · Джузеппе Монтелло · Доминик Виндиш              | 1:21:35,6 20:03,8 19:00,7 20:37,5 21:53,6 | 1+5 3+11 0+1 0+3 0+1 0+2 0+0 1+3 1+3 2+3 | +6:19,1    |
| 13    | 13    | Эстония · Рене Захна · Калев Эрмитс · Роланд Лессинг · Каури Кыйв                        | 1:22:26,4 19:32,7 20:05,6 21:12,2 21:35,9 | 1+5 2+10 0+2 0+2 0+0 1+3 1+3 0+2 0+0 1+3 | +7:09,9    |
| 14    | 18    | Румыния · Георге Бута · Николае Фаур · Георге Поп · Корнел Пукьяну                       | 1:22:51,1 20:32,7 20:16,9 20:25,6 21:35,9 | 0+1 2+7 0+0 0+1 0+0 0+2 0+1 0+1 0+0 2+3  | +7:34,6    |
| 15    | 6     | Швейцария · Серафин Вистнер · Беньямин Вегер · Жереми Финелло · Марио Дольдер            | 1:23:06,1 21:30,0 19:17,2 20:22,6 21:56,3 | 2+8 3+11 2+3 0+3 0+3 0+2 0+2 0+3 0+0 3+3 | +7:49,6    |
| 16    | 7     | Болгария · Красимир Анев · Антон Синапов · Димитр Герджиков · Владимир Илиев             | LAP 19:59,9 19:52,2 LAP 0                 | 1+5 2+8 0+0 1+3 0+2 0+2 1+3 1+3 0        | +9:59,7 !  |
| 17    | 14    | Казахстан · Максим Браун · Василий Подкорытов · Владислав Витенко · Роман Ерёмин         | LAP 20:13,2 20:55,7 LAP 0                 | 0+5 2+5 0+0 0+1 0+3 0+1 0+2 2+3 0        | +9:59,8 !  |
| 18    | 15    | Словакия · Матей Казар · Томаш Гасилла · Шимон Бартко · Мартин Отченаш                   | LAP 18:42,0 22:04,0 LAP 0                 | 4+6 1+5 0+0 0+0 0+3 1+3 4+3 0+2 0        | +9:59,9 !  |